# Renato Giunti
Renato Giunti (Firenze, 15 maggio 1905 – Firenze, 12 aprile 1983) è stato un editore e antifascista italiano.

## Biografia
Nel 1935, appena trentenne, fu scelto come direttore generale della R. Bemporad & figlio in un periodo di difficoltà della casa editrice, dopo che Enrico Bemporad era uscito dalla presidenza e dalla direzione dell'azienda (1º gennaio 1935).
Con Giunti iniziò il nuovo corso della Bemporad, che in seguito alle leggi razziali dovette cambiare nome: dal 17 ottobre 1938 divenne «Marzocco». Giunti ristrutturò e potenziò l'azienda: una delle nuove iniziative fu la pubblicazione di libri di testo, apparsi nella Collezione Scolastica Marzocco. 
Negli anni del fascismo Renato Giunti si schierò a fianco dei perseguitati politici. Prima dell'occupazione tedesca di Firenze, costituì uno dei primi Comitati di Liberazione Nazionale, insieme a Enrico Bocci, Gaetano Pieraccini, Vittorio Fossombroni e Augusto Martini. Le autorità comunali di Firenze gli assegnarono la medaglia d'oro nel Trentennale della Resistenza. L'editore fece parte della giunta di liberazione di Firenze (11 agosto 1944 - 10 novembre 1946) dal 29 agosto 1944.
Nella sua Premessa al libro intitolato Enrico Bocci. Una vita per la libertà, Renato Giunti ricorda Enrico Bocci in occasione della prima riunione del Comitato interpartitico per la libertà, che darà poi vita al Comitato Toscano di Liberazione. Giunti scrive: Eravamo i delegati dei cinque partiti (Gaetano Pieraccini, Augusto M. Martini, Vittorio Fossombroni, Lui ed io). Egli parlò pochissimo, quasi presagisse un che di tragico, ma avvertimmo la calma determinazione di chi preferiva i fatti ai discorsi.
Nel secondo dopoguerra Renato Giunti riprese l'attività editoriale alla Marzocco. Allargò la produzione a nuovi settori, come la psicologia infantile, la psicoanalisi, le scienze, i documenti d' arte.
Nel 1956 divenne proprietario e amministratore delegato della Marzocco. 
Nel 1965 riunì tutte le case editrici acquisite nel Consorzio editoriale Giunti. Nel 1975 nominò il figlio Sergio come suo successore alla guida del Consorzio. 
Morì a Firenze il 12 aprile 1983.